# Duke De Ribbon Counter
Duke De Ribbon Counter è un cortometraggio muto del 1911 diretto da Harry Solter e prodotto dalla Lubin.

## Trama
L'eterno triangolo questa volta è formato da un'ereditiera, un uomo d'affari e un playboy.

## Produzione
Il film fu prodotto dalla Lubin Manufacturing Company.

## Distribuzione
Distribuito dalla General Film Company, il film - un cortometraggio in una bobina - uscì nelle sale statunitensi il 15 giugno 1911.